# Rhynchospora setigera
Rhynchospora setigera là loài thực vật có hoa trong họ Cói. Loài này được (Kunth) Griseb. miêu tả khoa học đầu tiên năm 1864.